# Alléblomfluga
Alléblomfluga (Xylota xanthocnema) är en tvåvingeart som beskrevs av Collin 1939. Alléblomfluga ingår i släktet vedblomflugor, och familjen blomflugor. Enligt den finländska rödlistan är arten otillräckligt studerad i Finland. Enligt den svenska rödlistan är arten nära hotad i Sverige. Arten förekommer i Götaland. Artens livsmiljö är naturmoskogar. Inga underarter finns listade i Catalogue of Life.